# RHS Company
RHS Company este o companie de distribuție de IT din România, înființată în anul 1999.
Este deținută de omul de afaceri Dragoș Popescu.
RHS Company are sediul central în București și deține 11 filiale în țară, în care lucrează 200 de angajați.
În anul 2004, compania a deschis un birou internațional în Olanda.
În toamna anului 2008, compania a achiziționat firma ProCA România, care aparținea grupului RTC, deținut de omul de afaceri Octavian Radu.
Printre diviziile companiei se numără și TNT Games, distribuitorul în România al unora dintre cei mai importante companii din industria jocurilor video precum Nintendo, Disney Interactive, SEGA, THQ, NCsoft și Focus Home Interactive.
În anul 2010, TNT Games a avut o cifră de afaceri de două milioane de euro.
Cifra de afaceri:
| Anul          | 2008 | 2007 | 2006   | 2004 | 2003     |
| ------------- | ---- | ---- | ------ | ---- | -------- |
| milioane euro | 76   | 83   | 68 ($) | 23,3 | 20,5 ($) |

R.H.S. Company SA și-a depus pe 26 martie 2012 dosarul de insolvență la Tribunalul București,  primul termen de judecată fiind stabilit vineri, 30 martie 2012.